# Поспелихинский сельсовет
Поспелихинский сельсовет — муниципальное образование со статусом сельского поселения и административно-территориальное образование в Поспелихинском районе Алтайского края России. Административный центр — село Поспелихинский.

## Демография
По результатам Всероссийской переписи населения 2010 года, численность населения муниципального образования составила 1230 человек, в том числе 584 мужчины и 646 женщин. Оценка Росстата на 1 января 2012 года — 1221 человек.

## Населённые пункты
В состав сельского поселения входит 3 населённых пункта:
- посёлок Большевик,
- посёлок Маханово,
- посёлок Поспелихинский.

В 2000 году упразднён посёлок Целинный.